# محمد نیکبخت شماره ۱
محمد نیکبخت شماره ۱ یک منطقهٔ مسکونی در ایران است که در دهستان جرقویه سفلی واقع شده‌است.